# Kissology Volume 1: 1974–1977
Kissology Volume 1: 1974–1977 je hudební DVD video skupiny Kiss vydané v roce 2006. DVD obsahuje dva disky, plus jeden ze tří samostatných bonusových disků prodávaných pouze v rámci úvodních prvních výlisků. Součástí DVD je také 20 stránkový barevný booklet obsahující komentáře k jednotlivým částem DVD. V USA se DVD stalo 5x platinovým za prodej 500 000 kusů.

## Seznam skladeb

### Disc 1
- Long Beach Auditorium, Long Beach, CA (17.2. 1974)

1. "Acrobat"

- ABC's In Concert (nahráno 21.2. 1974, vysíláno 29.3.)

1. "Nothin' to Lose"
2. "Firehouse"
3. "Black Diamond"

- Mike Douglas Show (nahráno 29.4. 1974, vysíláno 21.5.)

1. Gene Simmons rozhovor
2. "Firehouse"

- Winterland Ballroom, San Francisco, CA (31.12. 1975 – Hotter Than Hell Tour)

1. "Deuce"
2. "Strutter"
3. "Got to Choose"
4. "Hotter than Hell"
5. "Firehouse"
6. "Watchin' You"
7. "Nothin' to Lose"
8. "Parasite"
9. "100,000 Years"
10. "Stanley's Solo + Black Diamond"
11. "Cold Gin"
12. "Let Me Go, Rock 'n' Roll"(Neúplné)

- The Midnight Special (1.4. 1975)

1. "She"
2. "Black Diamond"

- Alive! Propagační videa (1975)

1. "C'mon and Love Me"
2. "Rock and Roll All Nite"

- Documentární: Cadillac, Michigan (říjen 1975)

- Cobo Arena, Detroit, MI (26.1. 1976 – Alive! Tour)

1. "Deuce"
2. "Strutter"
3. "C'mon and Love Me"
4. "Hotter than Hell"
5. "Firehouse"
6. "She"
7. "Parasite"
8. "Nothin' to Lose"
9. "100,000 Years"
10. "Black Diamond"
11. "Cold Gin"
12. "Rock and Roll All Nite"
13. "Let Me Go, Rock 'n' Roll"

- EASTER EGG: Deuce Live at Coventry (1973)

### Disc 2
- So It Goes

1. Rozhovor
2. "Black Diamond" (částečné)

- The Paul Lynde Halloween Special (nahráno 19–20.10. 1976, vysíláno 31.10.)

1. Rozhovor
2. "King of the Night Time World"

- Budokan Hall, Tokyo, Japan (2.4. 1977 – Rock & Roll Over Tour)

1. "Detroit Rock City"
2. "Let Me Go, Rock 'n' Roll"
3. "Ladies Room"
4. "Firehouse"
5. "Makin' Love"
6. "I Want You"
7. "Cold Gin"
8. "Do You Love Me"
9. "Nothin' to Lose"
10. "God of Thunder"
11. "Rock And Roll All Nite"
12. "Shout It Out Loud"
13. "Beth"
14. "Black Diamond"

- Don Kirshner's Rock Concert (28.5. 1977)

1. "I Want You"
2. "Hard Luck Woman"
3. "Love 'Em And Leave 'Em"

- The Summit, Houston, TX (2.9. 1977 – Love Gun Tour)

1. "I Stole Your Love"
2. "Take Me"
3. "Ladies Room"
4. "Firehouse"
5. "Love Gun"
6. "Hooligan"
7. "Makin' Love"
8. "Christine Sixteen"
9. "Shock Me"
10. "I Want You"
11. "Calling Dr. Love"
12. "Shout It Out Loud"
13. "God of Thunder"
14. "Rock and Roll All Nite"
15. "Detroit Rock City"
16. "Beth"
17. "Black Diamond" (During the middle of Rock and Roll All Night, the footage switches to the previous night, 1.9. The remaining songs are also from this show.)

- EASTER EGG: Ace Frehley Wedding Performance (1976)

### Bonus Disk (Best buy)
- Cobo Arena, Detroit, MI (25.1. 1976 – Alive! Tour)

1. "Deuce"
2. "Strutter"
3. "C'mon and Love Me"
4. "Hotter than Hell"
5. "Firehouse"
6. "She"
7. "Ladies in Waiting"
8. "Nothin' to Lose"
9. "100,000 Years"
10. "Black Diamond"

### Bonus Disk (Amazon a další významní obchodníci)
- Madison Square Garden, New York City (18.2. 1977 – Rock & Roll Over Tour)

1. "Detroit Rock City"
2. "Take Me"
3. "Let Me Go, Rock 'N Roll"
4. "Firehouse"
5. "Nothin' To Lose"
6. "Shout It Out Loud"
7. "Black Diamond"

### Bonus Disk (Wall-Mart)
- Capitol Centre, Largo, MD (20.12. 1977 – Alive II Tour)

1. "I Stole Your Love"
2. "Ladies Room"
3. "Firehouse"
4. "Love Gun"
5. "Makin' Love"
6. "Christine Sixteen"
7. "I Want You"
8. "Calling Dr. Love"
9. "Shout It Out Loud"
10. "God of Thunder"
11. "Rock and Roll All Nite"
12. "Black Diamond"

## Obsazení
- Paul Stanley – kytara, zpěv
- Gene Simmons – basová kytara, zpěv
- Peter Criss – bicí, zpěv
- Ace Frehley – sólová kytara, zpěv